# Alexandre de Masòvia
Alexandre de Masòvia   (Płock, 1400 - Viena, 2 de juny de 1444) fou un pseudocardenal i patriarca polonès.

## Biografia
Alexandre de Masòvia era fill de Siemowit IV, duc de Masòvia i d'Alexandra de Lituània. Va passar gran part de la seva infància i joventut a la cort del rei polonès Ladislau II Jagelló, germà de la seva mare. També era oncle de l'emperador Frederic III.
El 1417 es va matricular a la Universitat Jagellònica i el 1422 va arribar a ser rector, fins i tot sense haver acabat els estudis.
En les intencions del comte del Tirol Frederic IV, el nou bisbe de Trento hauria d'haver estat el degà del capítol Giovanni da Isny, a qui, de fet, els canonges van triar per a la càtedra. Però el papa Martí V va rebutjar aquesta elecció, proposant tres candidats sense èxit. Després de tres anys de negociacions, la vacant va acabar amb un compromís i el nomenament d'Alexandre, aleshores nebot del rei de Polònia, de 23 anys i relacionat amb la família imperial. El 20 d'octubre de 1423, el papa Martí V el va nomenar bisbe de Trento, càrrec que va ocupar ininterrompudament durant 21 anys, fins a la seva mort.
La designació també va ser benvinguda per Frederic IV, que, una mica més tard, i per iniciativa del nou prelat, li va ser aixecada de l'excomunió rebuda uns anys abans.
Tanmateix, aquesta pau no va durar gaire. Alexandre aviat va entrar en conflicte amb Frederic IV per qüestions relatives als seus respectius poders i al final va ser el guanyador. Frederic IV esperava que fos un personatge feble i fàcilment maniobrable, però Alexandre aviat va demostrar que volia restituir una major autonomia al principat episcopal. Aquesta política no va agradar al comte, però tampoc a molts dels seus súbdits, que, amb la relació amb el Tirol, trobaven una sortida fàcil per al seu comerç, sobretot del vi. La introducció de molts polonesos en posicions de poder, la falta de respecte als estatuts de la ciutadania i les actituds despòtiques i immorals del "duc de Masòvia" també van provocar escàndol i dissensió. Així doncs, l'any 1435 va esclatar una revolta de la ciutat, i Frederic IV no va deixar d'aprofitar la oportunitat per ocupar militarment la ciutat.
Els habitants de Trento van presentar una acusació formal contra Alexandre, on els motius s'enumeraven en 33 punts. L'acta va ser lliurada pels habitants, al comte Frederic IV, amb el prec que evités el retorn del príncep-bisbe a Trento. Frederic no va poder portar a terme aquesta petició, també a causa del parentiu que tenia Alexandre; tanmateix, la situació a Trento s'havia tornat tant desagradable per al príncep-bisbe, que només va tornar a la seva seu durant un breu temps.
De fet, Alexandre es trobava sovint lluny de Trento. Durant els anys trenta va participar esporàdicament en el Concili de Basilea i va ser elegit patriarca d'Aquileia pel concili a la mort de Ludovico di Teck, l'últim patriarca de la pàtria del Friül.
El 12 d'octubre de 1440 l'antipapa Fèlix V també el va nomenar cardenal, assignant-li el títol de San Lorenzo in Damaso, títol que l'1 de juliol de 1440 el papa Eugeni IV havia assignat a Ludovico Scarampi Mezzarota. Alexandre va portar solemnement el títol de cardinalis Aquileiensis, però mai va trepitjar el Friül, tenint en compte que el patriarcat havia estat conquerit per la República de Venècia.
El 1443 va ser llegat papal de l'antipapa a Àustria, Polònia i Hongria i va intentar oposar-se a la legació enviada pel papa Eugeni IV. Gràcies també a l'ajuda del seu nebot, l'emperador Frederic III, Alexandre de Masòvia va aconseguir el càrrec de canonge a la catedral de Sant Esteve de Viena. En aquesta ciutat va morir uns mesos després.
Va morir a Viena el 2 de juny de 1444. Al seu costat hi va estar Enea Silvio Piccolomini, el futur papa Pius II, que va deixar a la posteritat un retrat que va ser tot menys edificant dels seus últims dies de vida. El seu cos descansa a la catedral de Sant Esteve.
Després de la seva mort, l'antipapa Fèlix V no va triar un successor al patriarcat d'Aquileia.